# Saison 1969-1970 de la LHOu
Saison précédente Saison suivante
La saison 1969-1970 est la 4e saison de hockey sur glace de la Ligue de hockey de l'Ouest du Canada, maintenant connu sous le nom de Ligue de hockey de l'Ouest. Les Bombers de Flin Flon remporte la Coupe du Président en battant en finale les Oil Kings d'Edmonton.

## Saison régulière

### Classement
| Division Est           | PJ | V  | D  | N | Pts | BP  | BC  |
| ---------------------- | -- | -- | -- | - | --- | --- | --- |
| Bombers de Flin Flon   | 60 | 42 | 18 | 0 | 84  | 257 | 176 |
| Bruins d'Estevan       | 60 | 28 | 31 | 1 | 57  | 237 | 255 |
| Jets de Winnipeg       | 60 | 25 | 33 | 2 | 52  | 226 | 235 |
| Wheat Kings de Brandon | 60 | 23 | 34 | 3 | 49  | 234 | 272 |

| Division Ouest           | PJ | V  | D  | N | Pts | BP  | BC  |
| ------------------------ | -- | -- | -- | - | --- | --- | --- |
| Centennials de Calgary   | 60 | 37 | 22 | 1 | 75  | 249 | 197 |
| Oil Kings d'Edmonton     | 60 | 35 | 25 | 0 | 70  | 254 | 217 |
| Broncos de Swift Current | 60 | 27 | 31 | 2 | 56  | 240 | 265 |
| Blades de Saskatoon      | 60 | 18 | 41 | 1 | 37  | 202 | 282 |

### Meilleurs pointeurs
| Joueur           | Équipe        | PJ | B  | A  | Pts | Pun |
| ---------------- | ------------- | -- | -- | -- | --- | --- |
| Reggie Leach     | Flin Flon     | 57 | 65 | 46 | 111 | 168 |
| Greg Polis       | Estevan       | 60 | 48 | 56 | 104 | 99  |
| Chris Oddleifson | Winnipeg      | 59 | 31 | 64 | 95  | 243 |
| Lorne Henning    | Estevan       | 60 | 40 | 52 | 92  | 33  |
| Randy Rota       | Calgary       | 60 | 43 | 47 | 90  | 43  |
| Jim Nichols      | Saskatoon     | 60 | 37 | 53 | 90  | 38  |
| Laurie Yaworski  | Saskatoon     | 55 | 48 | 41 | 89  | 139 |
| Jerry Wright     | Calgary       | 57 | 33 | 45 | 78  | 34  |
| Billy Moores     | Edmonton      | 58 | 31 | 46 | 77  | 83  |
| Don Kozak        | Swift Current | 56 | 40 | 34 | 74  | 67  |

## Séries éliminatoires
|  | Quarts de finale         | Quarts de finale     |                        |   | Demi-finales | Demi-finales |  |  | Finale | Finale |
|  | Quarts de finale         | Quarts de finale     |                        |   | Demi-finales | Demi-finales |  |  | Finale | Finale |
|  |                          |                      |                        |   |              |              |  |  |        |        |
|  |                          |                      |                        |   |              |              |  |  |        |        |
|  |                          |                      |                        |   |              |              |  |  |        |        |
|  | Bombers de Flin Flon     | 5                    |                        |   |              |              |  |  |        |        |
|  | Bombers de Flin Flon     | 5                    |                        |   |              |              |  |  |        |        |
|  | Wheat Kings de Brandon   | 0                    |                        |   |              |              |  |  |        |        |
|  | Wheat Kings de Brandon   | 0                    | Bombers de Flin Flon   | 5 |              |              |  |  |        |        |
|  |                          |                      | Bombers de Flin Flon   | 5 |              |              |  |  |        |        |
|  |                          | Jets de Winnipeg     | 4                      |   |              |              |  |  |        |        |
|  | Bruins d'Estevan         | Jets de Winnipeg     | 4                      | 1 |              |              |  |  |        |        |
|  | Bruins d'Estevan         |                      |                        | 1 |              |              |  |  |        |        |
|  | Jets de Winnipeg         | 4                    |                        |   |              |              |  |  |        |        |
|  | Jets de Winnipeg         | 4                    | Bombers de Flin Flon   | 4 |              |              |  |  |        |        |
|  |                          |                      | Bombers de Flin Flon   | 4 |              |              |  |  |        |        |
|  |                          | Oil Kings d'Edmonton | 0                      |   |              |              |  |  |        |        |
|  | Centennials de Calgary   | Oil Kings d'Edmonton | 0                      | 4 |              |              |  |  |        |        |
|  | Centennials de Calgary   |                      |                        | 4 |              |              |  |  |        |        |
|  | Blades de Saskatoon      | 3                    |                        |   |              |              |  |  |        |        |
|  | Blades de Saskatoon      | 3                    | Centennials de Calgary | 4 |              |              |  |  |        |        |
|  |                          |                      | Centennials de Calgary | 4 |              |              |  |  |        |        |
|  |                          | Oil Kings d'Edmonton | 5                      |   |              |              |  |  |        |        |
|  | Oil Kings d'Edmonton     | Oil Kings d'Edmonton | 5                      | 4 |              |              |  |  |        |        |
|  | Oil Kings d'Edmonton     |                      |                        | 4 |              |              |  |  |        |        |
|  | Broncos de Swift Current | 1                    |                        |   |              |              |  |  |        |        |
|  | Broncos de Swift Current | 1                    |                        |   |              |              |  |  |        |        |

## Honneurs et trophées
- Champion de la saison régulière : Bombers de Flin Flon.
- Trophée du Joueur le plus utile (MVP), remis au meilleur joueur : Reggie Leach, Bombers de Flin Flon.
- Meilleur pointeur : Reggie Leach, Bombers de Flin Flon.
- Trophée du meilleur esprit sportif : Randy Rota, Centennials de Calgary.
- Meilleur défenseur : Jim Hargreaves, Jets de Winnipeg.
- Recrue de l'année : Gene Carr, Bombers de Flin Flon.
- Meilleur gardien : Ray Martyniuk, Bombers de Flin Flon.